# Beckie Scott
Beckie Scott, född 1 augusti 1974 i Vegreville är en före detta kanadensisk längdskidåkare som vann guldet på 5 kilometer jaktstart i de olympiska vinterspelen 2002 i Salt Lake City. Hon slutade trea i loppet men tilldelades senare segern då det visade sig att vinnaren av loppet Olga Danilova samt tvåan Larissa Lazutina båda hade använt otillåtna preparat. Beckie Scott blev den första nordamerikanska kvinnan att vinna en medalj i längdskidåkning.
Hon vann även en silvermedalj i de olympiska vinterspelen 2006 i Turin i sprintstafett tillsammans med Sara Renner.
Våren 2006 avslutade Beckie Scott sin karriär.